# Pedro Ansúrez
Pedro Ansúrez (1037 circa – Valladolid, 9 dicembre 1117) è stato un politico e militare spagnolo, conte di Liébana, Saldaña e Carrión dal 1047 e primo signore di Valladolid dal 1072 fino alla sua morte.

## Origine
Figlio di Ansur Díaz e Justa Fernández, era discendente della famiglia dei Beni Gómez, che era un'antica famiglia di conti documentata sin dal X secolo nel nord della Palencia e della Liébana.

## Biografia
Nel 1067 Pedro fu l'alfiere del re del León, Alfonso VI. In quegli anni, prima del 1070, sposò, Doña Eylo Alfonso (?-ca.1113) figlia del conte Alfonso Muñoz, e con questa unione Pedro si procurò numerose proprietà nella valle del Trigueros. Alla morte del padre, nel 1071, gli successe nei titoli di conte della famiglia Gómez. Fu sempre nella ristretta cerchia dei nobili leonesi fedeli al re Alfonso VI, e quando, il 6 ottobre 1072, Alfonso sconfitto dal fratello, il re di Castiglia, Sancho II, nella battaglia di Golpejera, nelle vicinanze di Golpejas (1072), fu catturato ed imprigionato a Burgos, Pedro fu col suo re, fuggì e riparò, in esilio, nel regno moro di Toledo.
Nel 1073, essendo nel frattempo Alfonso divenuto re oltre che di León anche di Castiglia incaricò Pedro e la moglie, Doña Eylo, di ripopolare Valladolid; cosa che fecero spostando una parte della popolazione delle loro contee di Palencia de Saldaña e Carrión a Valladolid. Pedro e la moglie, ricevuta la signoria della città, si dedicarono con entusiasmo all'impresa e perseguì lo sviluppo della città per tutta la sua vita, dedicandosi a varie costruzioni tra cui il palazzo della moglie, che oggi non esiste più, un ospedale, un ponte sul fiume Pisuerga e molti edifici religiosi, tra cui la chiesa di Santa María La Antigua e Collegiata di Santa María, dove oggi è la cattedrale di Valladolid.
Sembra che Pedro Ansúrez assieme a García Ordóñez, potenti nobili alla corte di León, furono tra coloro che convinsero il re Alfonso a punire Rodrigo Diaz conte di Bivar detto il Cid, con l'esilio (1081), dopo che quest'ultimo era stato coinvolto in fatto d'armi contro il re di Toledo, alleato del regno del León. Pedro comunque continuò a curare la sua signoria, che essendo sulla frontiera del regno di Castiglia, continuò a ripopolare sino a raggiungereCuéllar, nei suoi possedimenti, e dopo che, nel 1085, fu occupata dalle truppe castigliane anche Madrid fu inclusa tra i suoi possedimenti.
Tra il 1087 e il 1090, Pedro fu coinvolto nella preparazione del matrimonio della figlia di Alfonso VI, Urraca di Castiglia, al momento erede al trono di castiglia, ed il nobile francese Raimondo di Borgogna e, data la giovane età della futura sposa, ne fu nominato custode e la tenne con lui e la moglie, alla sua corte, anche per prevenire un eccessivo accumulo di influenza da parte del francese che nel frattempo era stato raggiunto dal cugino Enrico di Borgogna, promesso sposo di un'altra figlia di Alfonso VI, Teresa. Comunque prima del nuovo secolo l'influenza di Pedro alla corte di Alfonso VI era diminuita a vantaggio dei due generi burgundi.
Una sua figlia, Maria, aveva sposato il conte di Urgell, Ermengol V, che, nel 1102, morì, lasciando erede un bambino di circa sei anni, Ermengol VI, sotto tutela della madre. Allora Pedro si trasferì nella contea catalana di Urgell, come protettore del nipotino. Governò la contea sino al 1108 e durante quegli anni collaborò col conte di Barcellona, Raimondo Berengario III per la conquista di Balaguer. Comunque sembra che nel 1104 fosse condannato all'esilio e che poté rientrare nei suoi possedimenti solo alla morte di Alfonso VI, nel 1109.
Rimasto vedovo (1113) si risposò, in seconde nozze, con Elvira Sánchez, da cui non ebbe figli.

## Discendenza
Pedro ed Eylo ebbero cinque figli:
- Alfonso Pérez (?-1093), sepolto a Sahagún
- Fernando Pérez (?-1133), sposò Eylo Rodríguez
- Mayor Pérez (?-1129), sposò, prima Álvar Fáñez e poi Martín Pérez de Tordesillas.
- María Pérez (?-1129), sposò il conte di Urgell, Ermengol V
- Urraca Pérez, sposò Sancho Sanchez.

## Bibliografia

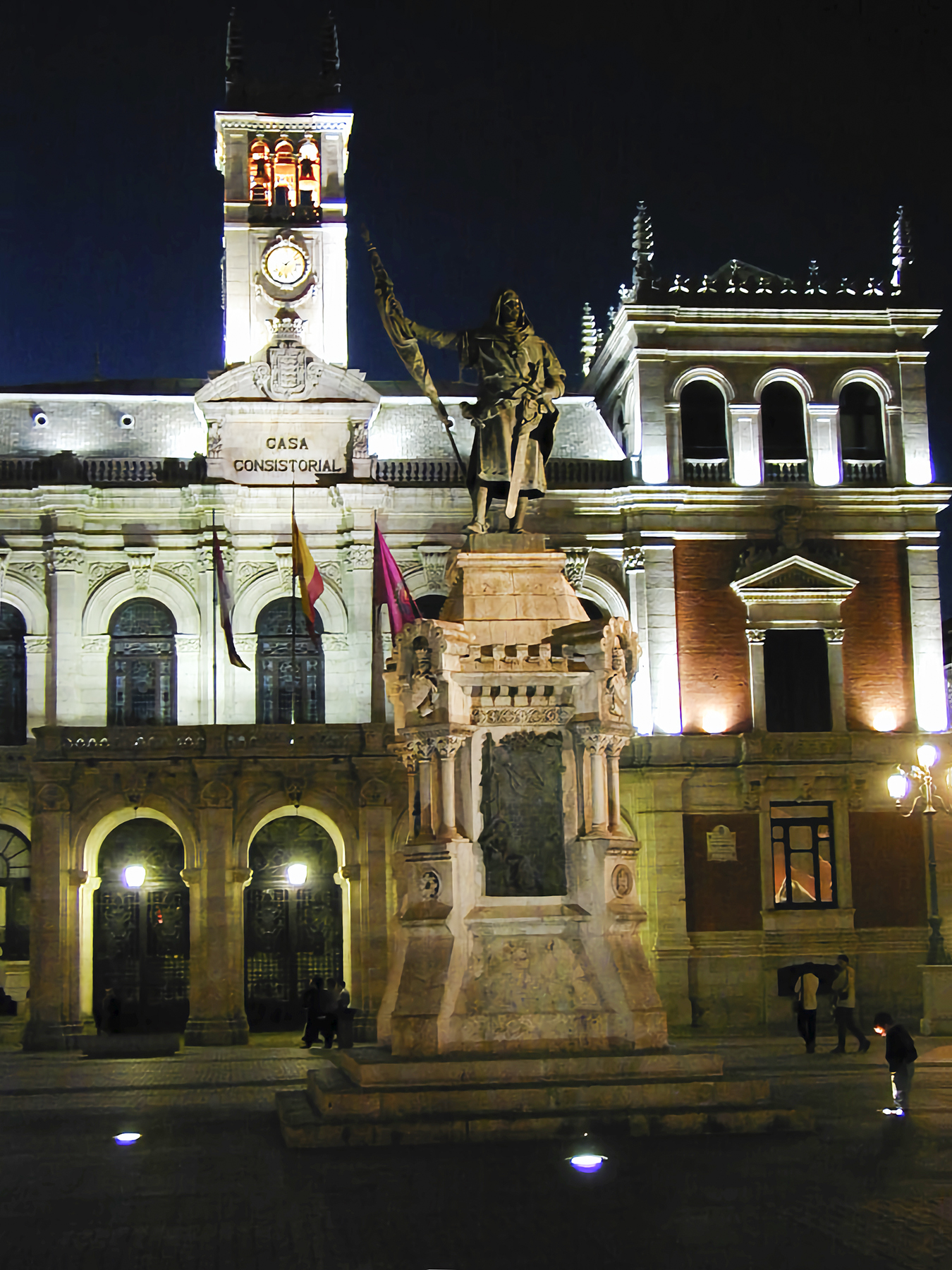
Statua dedicata al conte Pedro Ansúrez nella Plaza Mayor di Valladolid.
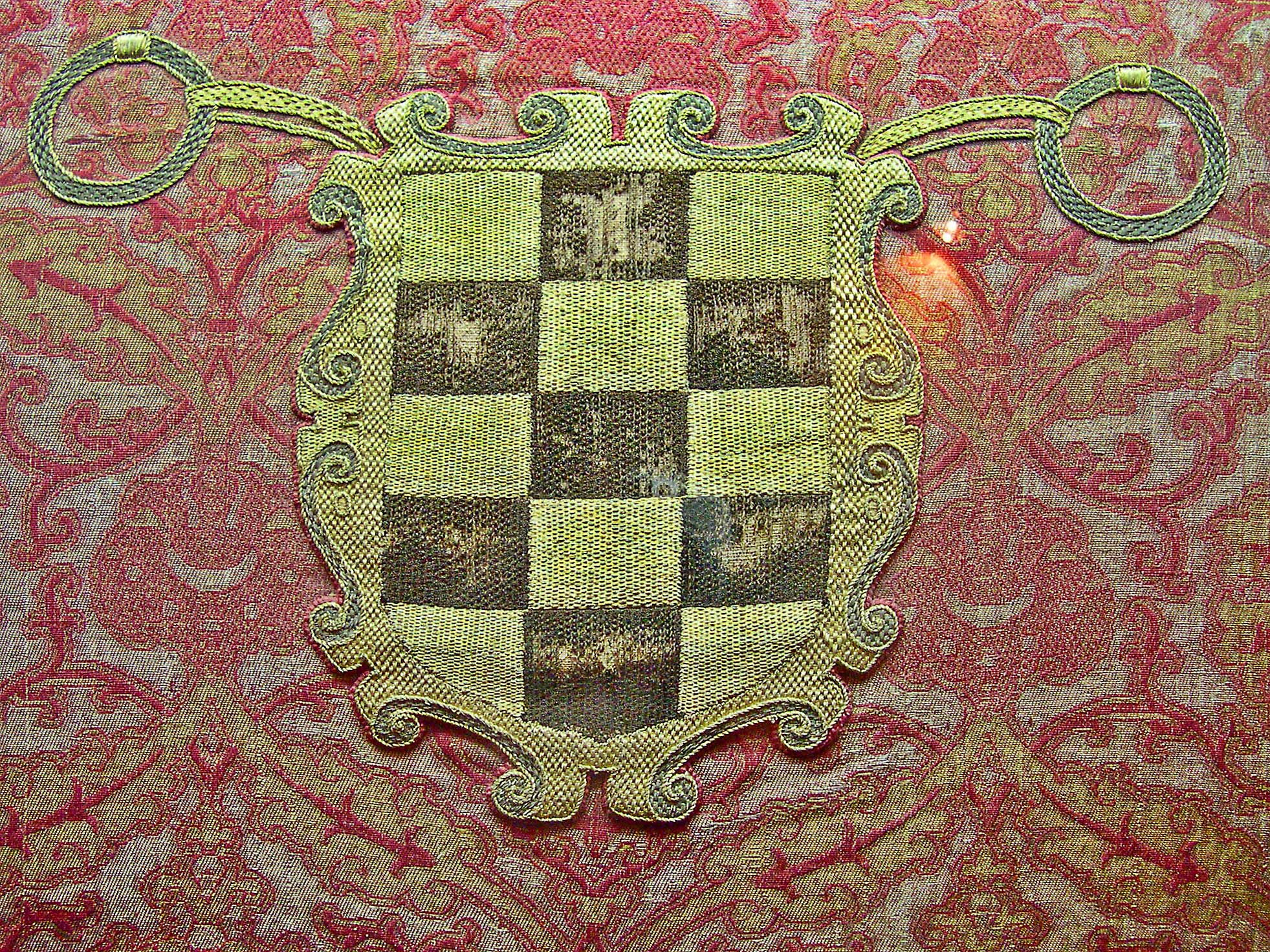
Stendardo del conte Pedro Ansúrez, conservato nel Museo Archeologico di Valladolid.
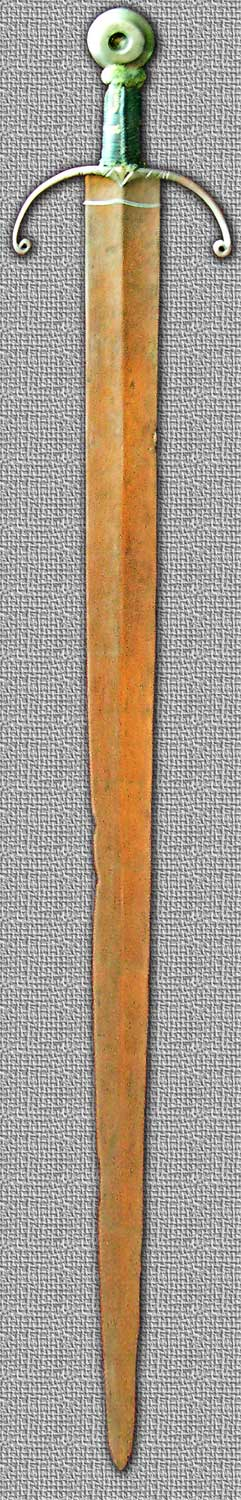
Spada che si suppone appartenuta al Conte Ansúrez.